# Hamelet
Ne doit pas être confondu avec Hamelet, un hameau de Marquaix, également dans la Somme
Hamelet est une commune française située dans le département de la Somme, en région Hauts-de-France. 

## Géographie

### Localisation
Hamelet est un village picard de la Vallée de la Somme de l'agglomération de Corbie, de forme sensiblement triangulaire limitée au nord par le Canal de la Somme, la Somme et leurs étangs, et au sud par l'ancienne RN 29 (actuelle RD 1029). Il est situé à 17 km à l'est d'Amiens, 29 km à l'ouest de Péronne (Somme) et à 14 km au sud-ouest d'Albert.

## Communes limitrophes
Les communes limitrophes sont  Corbie, Fouilloy, Lamotte-Warfusée, Vaire-sous-Corbie et Villers-Bretonneux.

### Géologie et relief
La superficie de la commune est de 5,93 km2 ; son altitude varie de 28  à   107 mètres. 
De formations ternaire et quaternaire, le sol de la commune est perméable. Sous une couche végétale allant de 0,25 m à 1,25 m, s'étagent les argiles, les craies et les marnes. L'argile est présente sur les 2/3 du territoire. En certains endroits, présence d'un lit de tourbe qui peut atteindre 6 m d'épaisseur.
Le relief de la commune est celui d'un plateau, l'altitude oscille de 26 m dans la vallée de la Somme à 120 m au lieu-dit « les Vignes ».

### Hydrographie

#### Réseau hydrographique

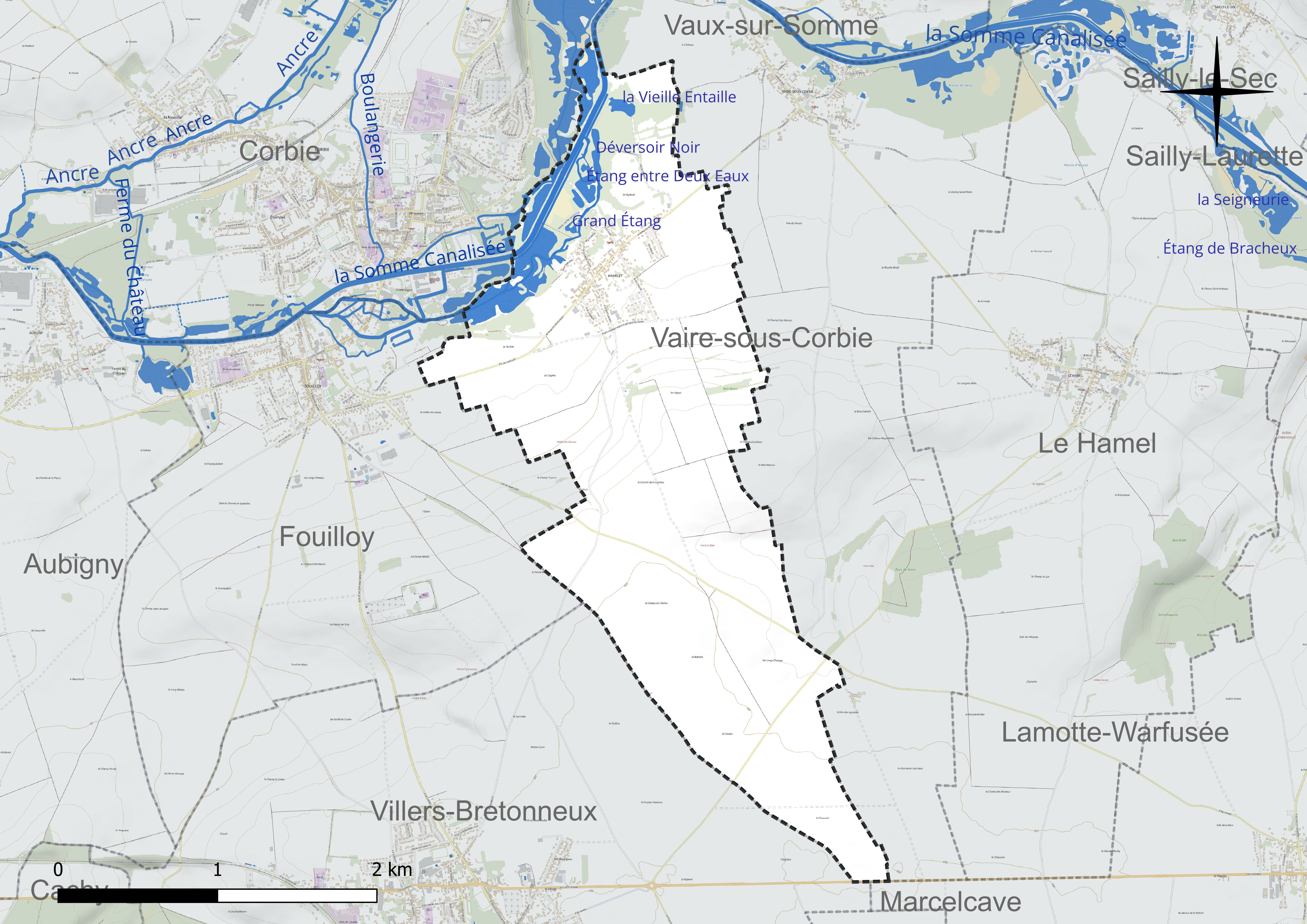
Réseau hydrographique de Hamelet.

La commune est située dans le bassin Artois-Picardie. Elle est drainée par la Somme canalisée et le Marais de Vaux et Marais de Sailly le Sec.
Le canal de la Somme, construit entre 1770 et 1827, et mis au gabarit Freycinet en 1880, est long 170 km. Il débute à Saint-Simon où il touche au canal de Saint-Quentin et débouche dans la baie de Somme.
Quatre plans d'eau complètent le réseau hydrographique : Déversoir Noir (0,5 ha), la Vieille Entaille (1,2 ha), le Grand étang (0,3 ha) et l'étang entre Deux Eaux (4,9 ha),.
L'association Ches brocheteux est l'association de pêche agréée locale.

#### Gestion et qualité des eaux
Le territoire communal est couvert par le schéma d'aménagement et de gestion des eaux (SAGE) « Haute Somme ». Ce document de planification concerne un territoire de 1 798 km2 de superficie, délimité par le bassin versant de la Haute Somme est constitué d'un réseau hydrographique complexe de cours d'eau, de marais, d'étangs et de canaux. Le périmètre a été arrêté le 21 avril 2006 et le SAGE proprement dit a été approuvé le 15 juin 2017. La structure porteuse de l'élaboration et de la mise en œuvre est le syndicat mixte d'aménagement hydraulique du bassin versant de la Somme (AMEVA).
La qualité des cours d'eau peut être consultée sur un site dédié géré par les agences de l'eau et l'Agence française pour la biodiversité.

### Climat
Pour des articles plus généraux, voir Climat des Hauts-de-France et Climat de la Somme.
En 2010, le climat de la commune est de type climat océanique dégradé des plaines du Centre et du Nord, selon une étude du CNRS s'appuyant sur une série de données couvrant la période 1971-2000. En 2020, Météo-France publie une typologie des climats de la France métropolitaine dans laquelle la commune est exposée à un climat océanique et est dans la région climatique Nord-est du bassin Parisien, caractérisée par un ensoleillement médiocre, une pluviométrie moyenne régulièrement répartie au cours de l'année et un hiver froid (3 °C).
Pour la période 1971-2000, la température annuelle moyenne est de 10,5 °C, avec une amplitude thermique annuelle de 14,6 °C. Le cumul annuel moyen de précipitations est de 648 mm, avec 11 jours de précipitations en janvier et 8,5 jours en juillet. Pour la période 1991-2020, la température moyenne annuelle observée sur la station météorologique la plus proche, située sur la commune de Glisy à 10 km à vol d'oiseau, est de 11,1 °C et le cumul annuel moyen de précipitations est de 646,6 mm,. Pour l'avenir, les paramètres climatiques de la commune estimés pour 2050 selon différents scénarios d'émission de gaz à effet de serre sont consultables sur un site dédié publié par Météo-France en novembre 2022.

### Paysages
Le paysage est celui d'un openfield (champs ouverts, sans haies ni clôtures) dans toute la partie sud du territoire. Au nord, c'est le domaine des marais arborés.

## Urbanisme

### Typologie
Au 1er janvier 2024, Hamelet est catégorisée petite ville, selon la nouvelle grille communale de densité à sept niveaux définie par l'Insee en 2022.
Elle est située hors unité urbaine. Par ailleurs la commune fait partie de l'aire d'attraction d'Amiens, dont elle est une commune de la couronne,. Cette aire, qui regroupe 369 communes, est catégorisée dans les aires de 200 000 à moins de 700 000 habitants,.

### Occupation des sols

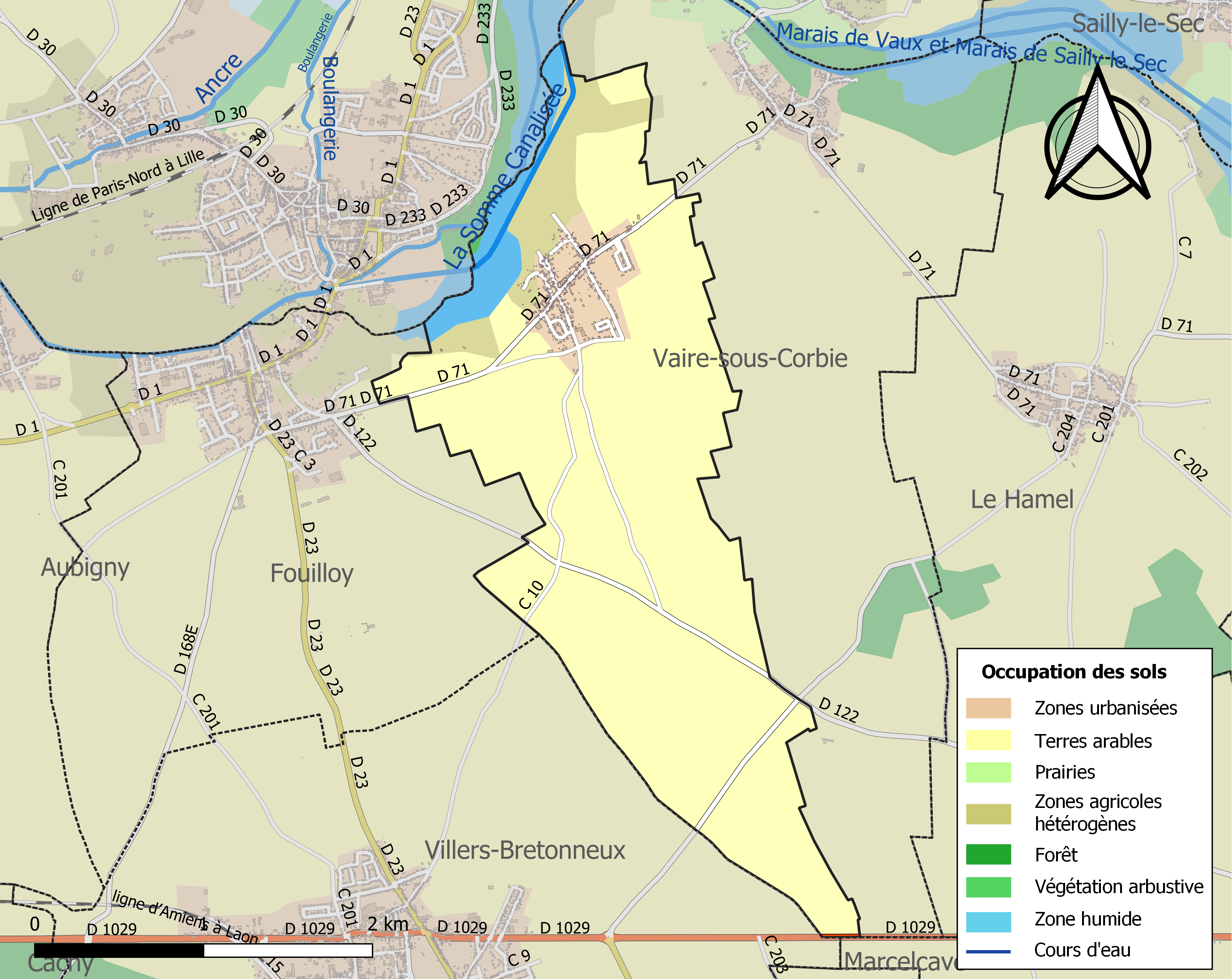
Carte des infrastructures et de l'occupation des sols de la commune en 2018 (CLC).

L'occupation des sols de la commune, telle qu'elle ressort de la base de données européenne d'occupation biophysique des sols Corine Land Cover (CLC), est marquée par l'importance des territoires agricoles (88,9 % en 2018), en diminution par rapport à 1990 (90,7 %). 
La répartition détaillée en 2018 est la suivante : terres arables (81,4 %), zones agricoles hétérogènes (7,5 %), zones urbanisées (6,5 %), eaux continentales (4,5 %), forêts (0,1 %). 
L'évolution de l'occupation des sols de la commune et de ses infrastructures peut être observée sur les différentes représentations cartographiques du territoire : la carte de Cassini (XVIIIe siècle), la carte d'état-major (1820-1866) et les cartes ou photos aériennes de l'IGN pour la période actuelle (1950 à aujourd'hui).

### Morphologie urbaine
La commune d'Hamelet présente un habitat groupé constitué de maison individuelle. L'habitat le plus ancien est concentré entre l'église et la mairie. Des lotissements de pavillons individuels, construits depuis les années 1970, sont venus étoffer le tissu urbain.

### Habitat et logement
En 2021, le nombre total de logements dans la commune était de 255, alors qu'il était de 253 en 2016 et de 188 en 2011. 
Parmi ces logements, 93,3 % étaient des résidences principales et 6,7 % des logements vacants. Ces logements étaient pour 98 % d'entre eux des maisons individuelles et pour 0 % des appartements. 
Le tableau ci-dessous présente la typologie des logements à Hamelet en 2021 en comparaison avec celle de la Somme et de la France entière. Une caractéristique marquante du parc de logements est ainsi l'absence de résidences secondaires et logements occasionnels, à comparer avec la proportion départementale (8,4 %) et nationale (9,7 %). 
| Typologie                                               | Hamelet | Somme | France entière |
| ------------------------------------------------------- | ------- | ----- | -------------- |
| Résidences principales (en %)                           | 93,3    | 83,1  | 82,2           |
| Résidences secondaires et logements occasionnels (en %) | 0       | 8,4   | 9,7            |
| Logements vacants (en %)                                | 6,7     | 8,5   | 8,1            |

## Toponymie
Le nom de la localité est attesté sous les formes Hamellulum en 1163 ; Hamelet en 1145 ; Hamellum en 1243 ; Hameletum en 1258 ; Hammelet en 1547 ; Hamelot en 1648 ; Hainler en 1657 ; Amele en 1657 ; Hamellet en 1753.
L'origine du nom Hamelet est à rapprocher de Hamel diminutif  de l'ancien français ham, issu des dialectes septentrionaux de la langue d'oïl qui désignait un hameau ou un village. Le terme procède ici du vieux bas francique haim qui signifiait littéralement « domaine où l'on vit », d'où « maison » ou « village ». Le suffixe -el, d'origine romane, a formé en français des diminutifs, comme hamel, devenu hameau.

## Histoire

### Moyen Âge
Au Moyen Âge, les droits féodaux étaient détenus par abbaye Saint-Pierre de Corbie. Le lieu-dit « le Donjon » témoignerait de la présence d'une tour fortifiée à Hamelet pendant la féodalité.
Au XVe siècle, une église existait à Hamelet.

### Temps modernes
Pendant la Guerre de Trente Ans, en 1636, lors du siège de Corbie, le roi Louis XIII serait passé par Hamelet, le chemin du roi témoignerait de sa venue.
A l'époque moderne, la famille de Bommy possédait un fief au Hamelet qui passe ensuite à la famille Hannicque jusque 1750.

### Époque contemporaine

#### Deuxième République
Pendant la Deuxième République, voici la répartition (en nombre) de quelques-uns des patronymes des 132 électeurs (citoyens masculins majeurs de plus de 21 ans), en 1850(saisie non exhaustive) :
| Anquet | Cattel | Cerisy | Domisse | Gense | Lecat | Leroy | Pecqueux | Petit | Senée |
| 13     | 4      | 7      | 5       | 8     | 7     | 3     | 2        | 17    | 9     |

#### Guerre de 1870
Pendant la guerre franco-allemande de 1870, les Prussiens stationnent six semaines dans le village. Ils font sauter un pont par crainte d'une attaque.

#### Activité économique auXIXesiècle
L'activité industrielle est caractérisée au XIXe siècle par la bonneterie et la cordonnerie, les ouvriers de Hamelet travaillant à domicile pour des fabricants de Corbie.

#### Première Guerre mondiale
La commune est marquée profondément par la Première Guerre mondiale :
- En août-septembre 1914, Hamelet est occupée par l'armée allemande.
- En mars 1918, le village est victime de violents bombardements qui l'ont en partie détruit. Situé sur la ligne de front jusqu'en août 1918, la commune est libérée lors de l'offensive des Cent-Jours.

Elle  a été décorée de la Croix de guerre 1914-1918 le 15 décembre 1920.

Les destructions de la guerre.
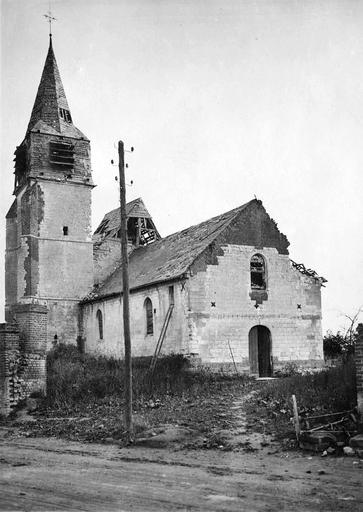
L'église en 1918, avant sa reconstruction.
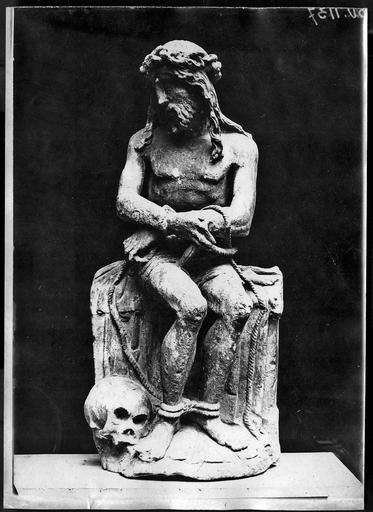
Le Christ aux liens en 1918  Inscrit MH

## Politique et administration

### Rattachements administratifs et électoraux

#### Rattachements administratifs
La commune se trouve dans l'arrondissement d'Amiens du département de la Somme.  
Elle faisait partie depuis 1793 du canton de Corbie. Dans le cadre du redécoupage cantonal de 2014 en France, cette circonscription administrative territoriale a disparu, et le canton n'est plus qu'une circonscription électorale.

#### Rattachements électoraux
Pour les élections départementales, la commune fait partie depuis 2014 d'un nouveau  canton de Corbie porté de 23 à 40 commune.
Pour l'élection des députés, elle fait partie de la quatrième circonscription de la Somme.

### Intercommunalité
Hamelet est membre de la communauté de communes du Val de Somme, un établissement public de coopération intercommunale (EPCI) à fiscalité propre créé fin 1993 sous le nom de  communauté de communes de Corbie et Villers-Bretonneux et auquel la commune avait transféré un certain nombre de ses compétences, dans les conditions déterminées par le code général des collectivités territoriales.

### Liste des maires
| Période                                  | Période                       | Identité      | Étiquette | Qualité                                             |
| ---------------------------------------- | ----------------------------- | ------------- | --------- | --------------------------------------------------- |
| Les données manquantes sont à compléter. |                               |               |           |                                                     |
|                                          |                               |               |           |                                                     |
| mars 2001                                | 2014                          | Camille Gast  |           |                                                     |
| 2014                                     | En cours (au 31 octobre 2024) | Patrick Petit |           | Agriculteur retrauté Réélu pour le mandat 2020-2026 |

## Équipements et services publics

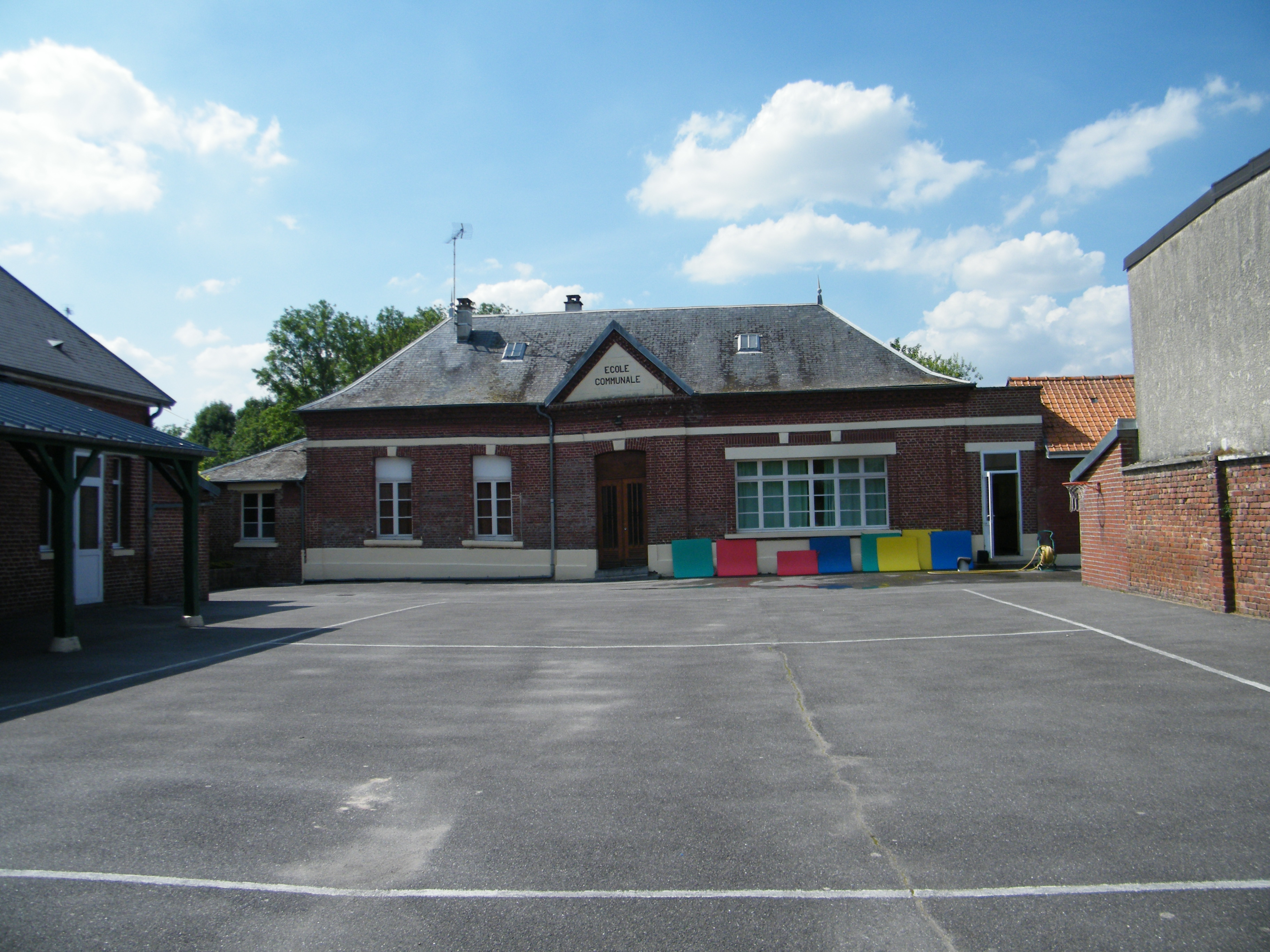
L'école.

### Enseignement
Les enfants relevant de l'enseignement primaire sont scolarisés dans le cadre du regroupement pédagogique intercommunal (RPI) de Vaux-sur-Somme, Vaire-sous-Corbie, Hamelet et Le Hamel. Pour l'année scolaire 2024-2025, le RPI compte 128 élèves pour six classes.

## Population et société
Les habitants de la commune sont les Hamelluliennes et les Hamelluliens.

### Démographie
L'évolution du nombre d'habitants est connue à travers les recensements de la population effectués dans la commune depuis 1793. Pour les communes de moins de 10 000 habitants, une enquête de recensement portant sur toute la population est réalisée tous les cinq ans, les populations de référence des années intermédiaires étant quant à elles estimées par interpolation ou extrapolation. Pour la commune, le premier recensement exhaustif entrant dans le cadre du nouveau dispositif a été réalisé en 2008.

En 2022, la commune comptait 633 habitants, en évolution de +1,12 % par rapport à 2016 (Somme : −1,26 %, France hors Mayotte : +2,11 %).
| 1793 | 1800 | 1806 | 1821 | 1831 | 1836 | 1841 | 1846 | 1851 |
| ---- | ---- | ---- | ---- | ---- | ---- | ---- | ---- | ---- |
| 263  | 285  | 296  | 371  | 359  | 426  | 437  | 470  | 476  |

| 1856 | 1861 | 1866 | 1872 | 1876 | 1881 | 1886 | 1891 | 1896 |
| ---- | ---- | ---- | ---- | ---- | ---- | ---- | ---- | ---- |
| 458  | 512  | 522  | 544  | 545  | 532  | 501  | 460  | 436  |

| 1901 | 1906 | 1911 | 1921 | 1926 | 1931 | 1936 | 1946 | 1954 |
| ---- | ---- | ---- | ---- | ---- | ---- | ---- | ---- | ---- |
| 419  | 398  | 387  | 309  | 326  | 327  | 298  | 286  | 248  |

| 1962 | 1968 | 1975 | 1982 | 1990 | 1999 | 2006 | 2008 | 2013 |
| ---- | ---- | ---- | ---- | ---- | ---- | ---- | ---- | ---- |
| 220  | 273  | 268  | 371  | 388  | 412  | 456  | 468  | 611  |

| 2018 | 2022 | - | - | - | - | - | - | - |
| ---- | ---- | - | - | - | - | - | - | - |
| 634  | 633  | - | - | - | - | - | - | - |

La commune connaît un déclin démographique à la fin du XIXe siècle, passant de 544 habitants en 1872 à 436 en 1896.

### Manifestations culturelles et festivités
Un spectacle Son et lumière a été organisé le 17 décembre 2021 sur le thème « Contes de Noël » sur le clocher de l'église

## Économie
Sur le territoire de la commune, l'activité dominante reste l'agriculture. Cependant, une grande part de la population active est employée dans d'autres communes principalement, Corbie, Villers-Bretonneux ou Amiens.
L'activité dominante de la commune reste l'agriculture.

## Culture locale et patrimoine

### Lieux et monuments
- Église Saint-Nicolas[31]. Son existence est déjà mentionnée au XVe siècle[2]. Très endommagée, en 1918, à la fin de la Première Guerre mondiale, elle fut reconstruite en brique dans les années 1920, seul le clocher de l'ancienne église a subsisté. 
L'église d'Hamelet conserve uns sculpture d'un Christ aux liens, en pierre du XVIe siècle, inscrite en tant que monument historique, au titre d'objet, depuis le 10 mai 1983[32].

- Nombreux étangs de pêche[26]

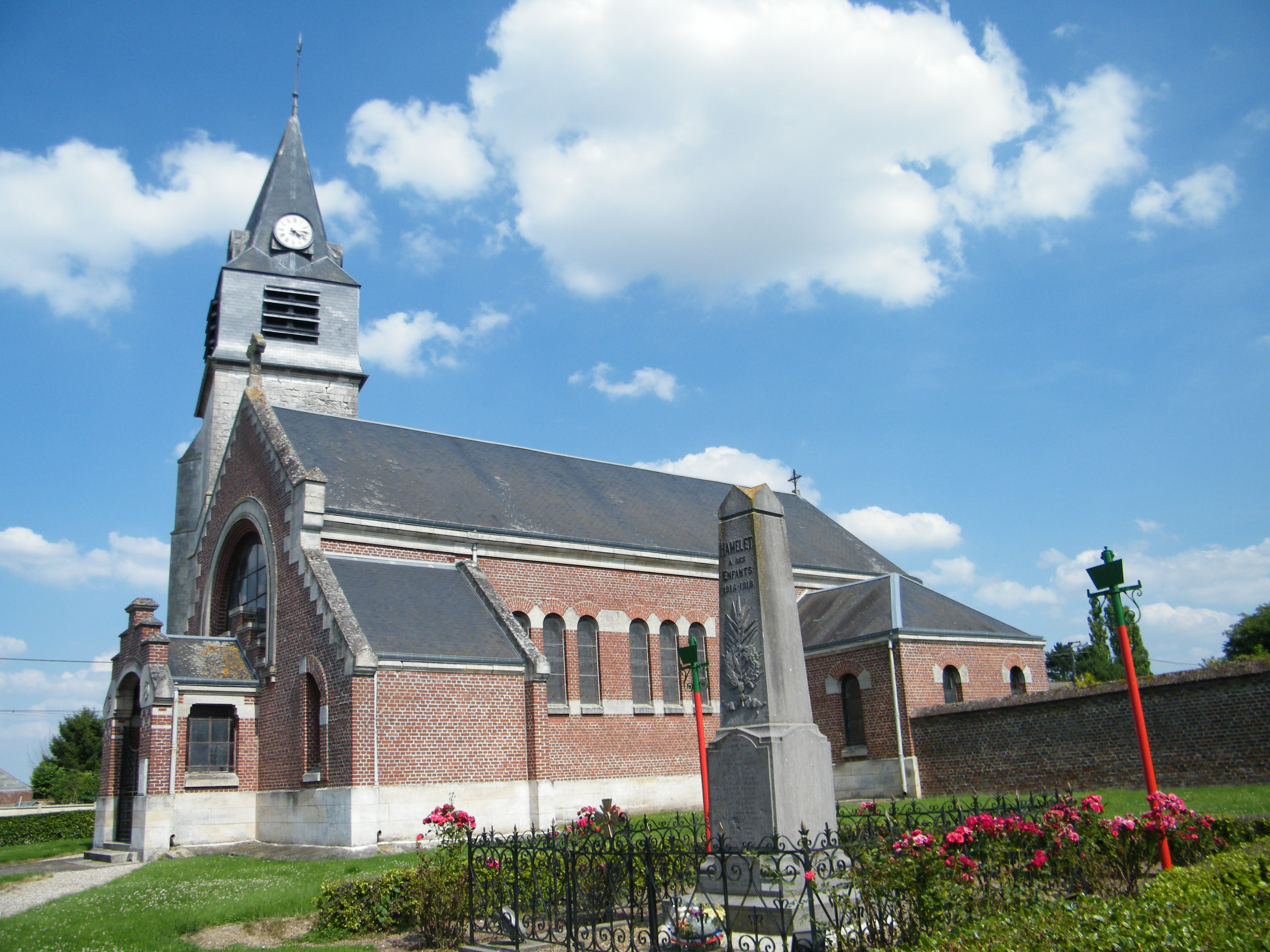
L'église Saint-Nicolas.
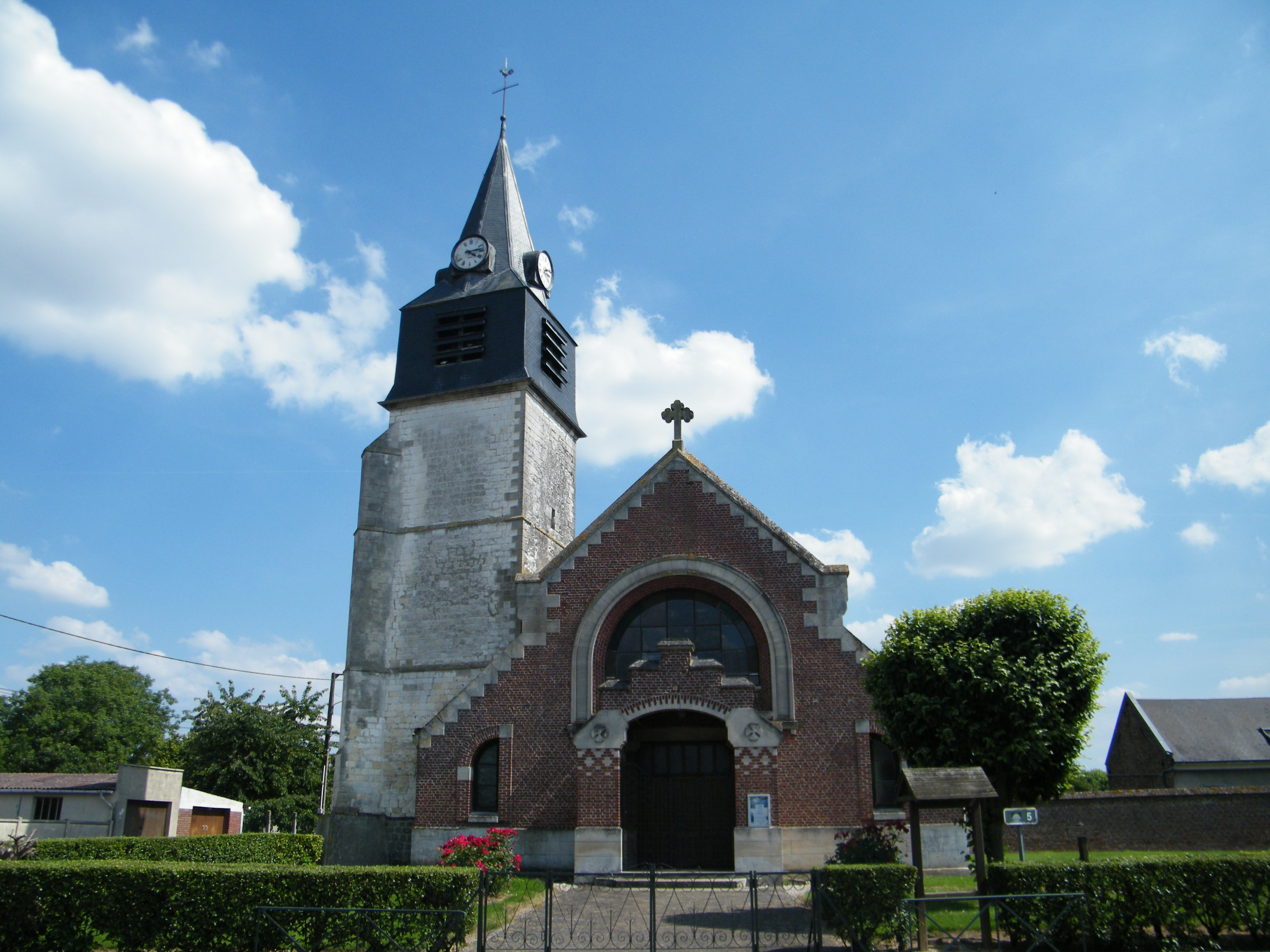
Autre vue de l'église.
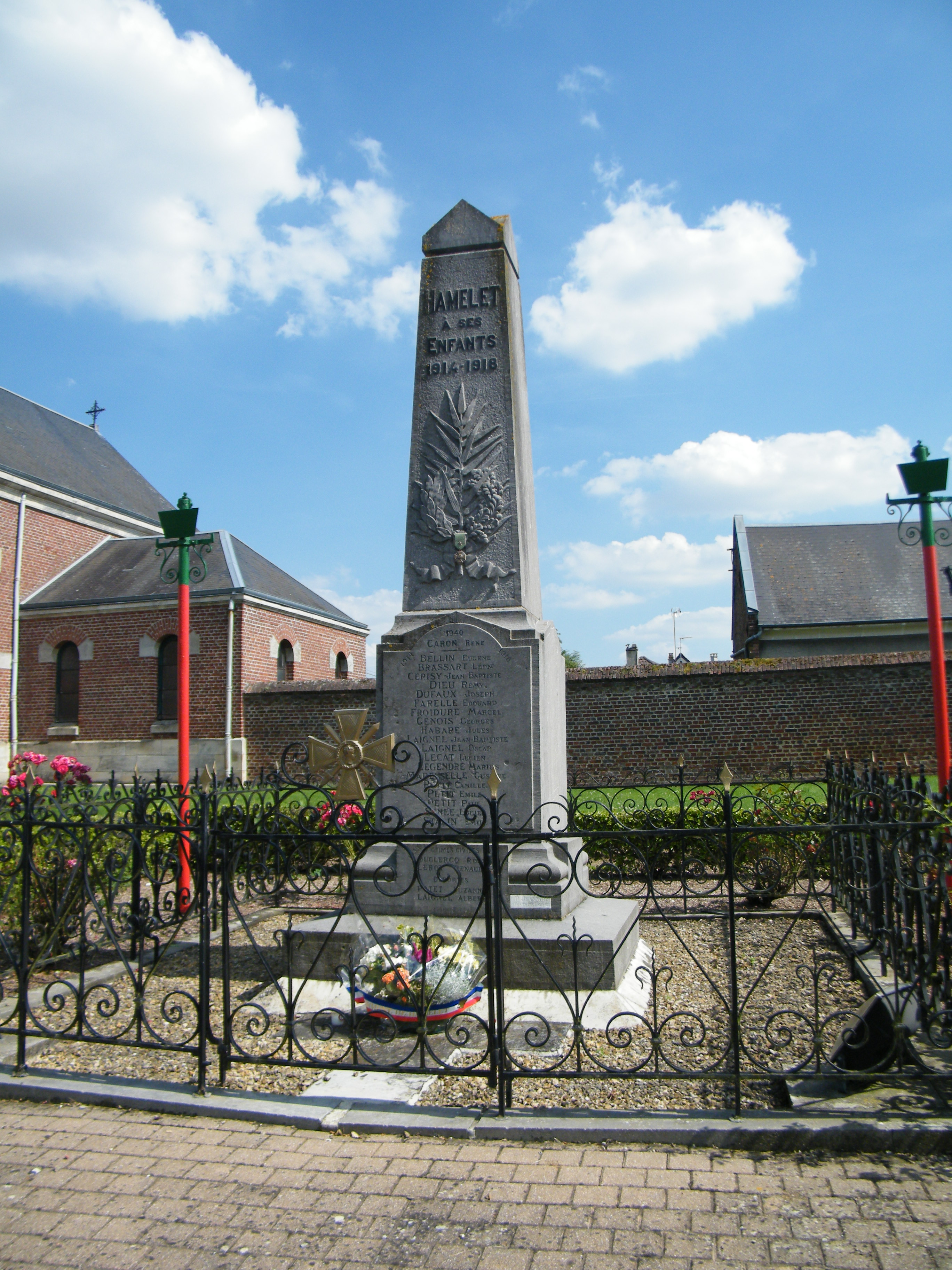
Le monument aux Morts.
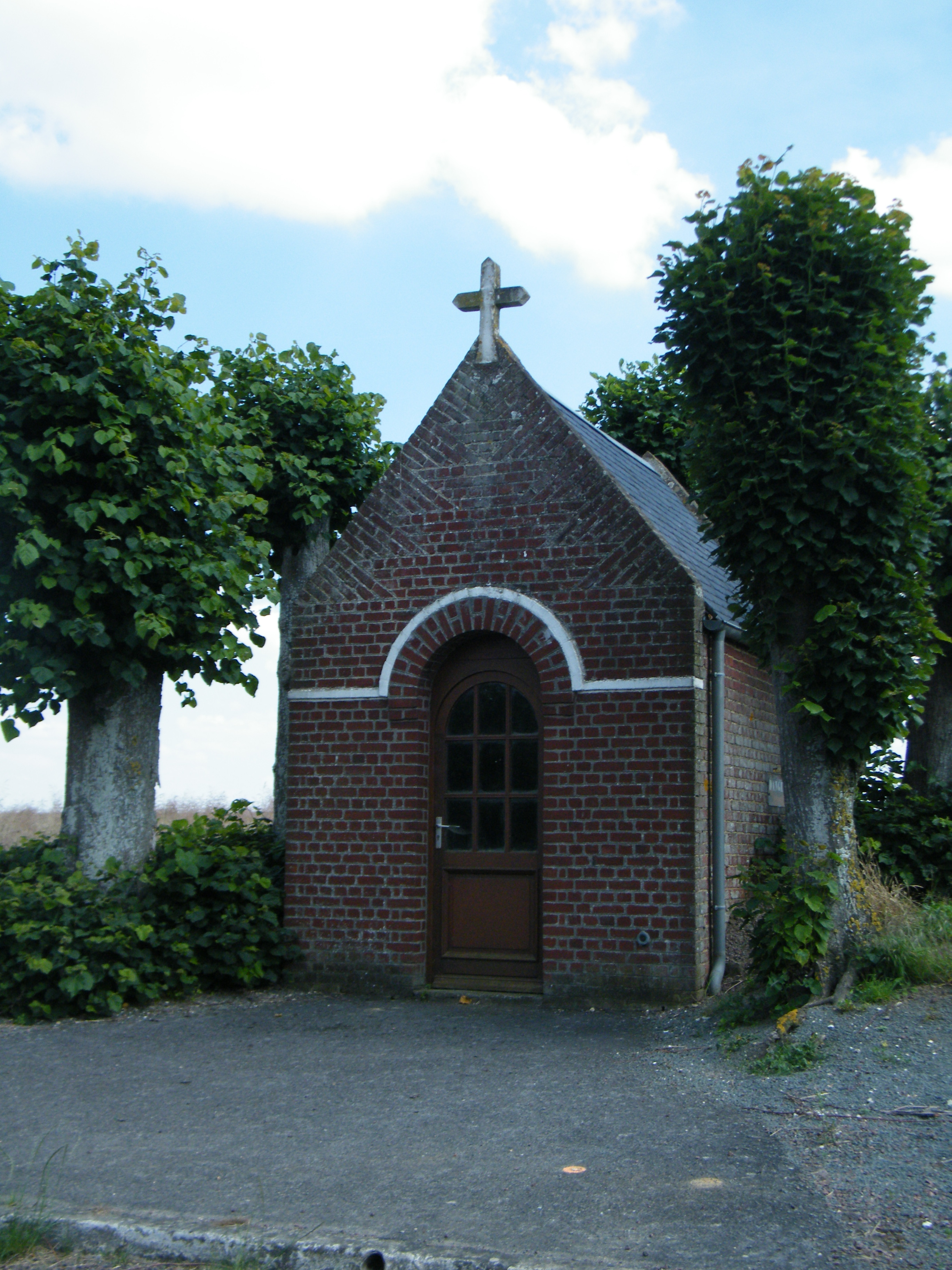
L'oratoire à l'entrée du village.
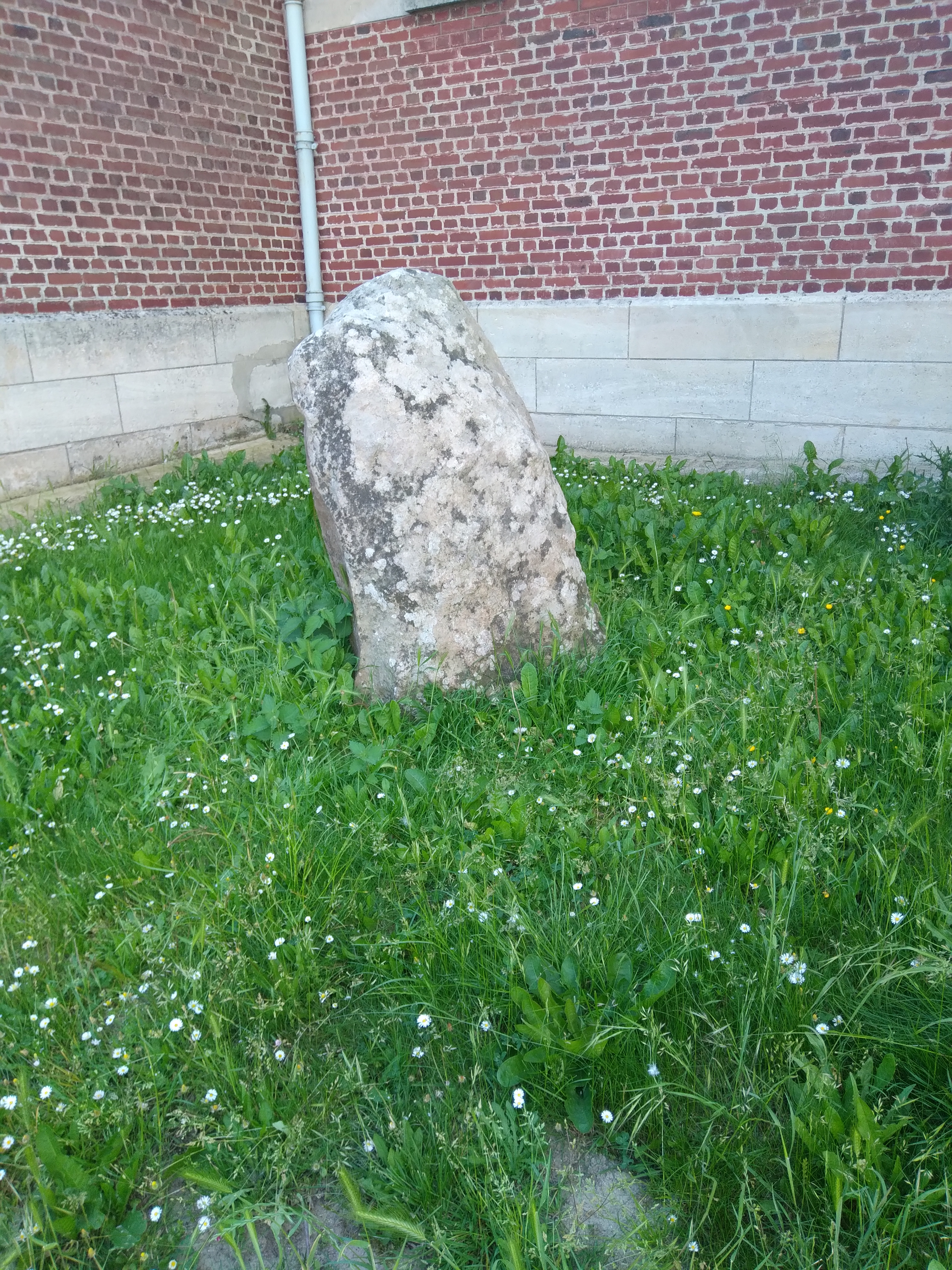
Pierre dressée près de l'église.

### Personnalités liées à la commune
- Renée Boulanger (1903-1996), alias « Nénette », résistante, membre du réseau Comète avait fait de sa maison une safe house à Hamelet. Elle organisait le franchissement de la Somme à Corbie et hébergeait chez elle les pilotes alliés et les guides en partance pour les Pyrénées en vue de rallier l'Angleterre[33],[Note 6].

### Héraldique
| Blason de Hamelet | Blason  | D'or à la fasce d'azur chargée d'un moineau d'or, accompagnée de trois roses de gueules. |
| Blason de Hamelet | Détails | Reprend les armes de la famille Hannicque (déjà reprises par la commune d'Echinghen, dans le département voisin du Pas-de-Calais) qui posséda le fief de Ronquerolles, à Hamelet, de 1524 à 1750. À ces armes fut ajouté un moineau, renvoyant au surnom picard donné aux habitants de Hamelet : chés mouniés d'Hanmelet « les moineaux de Hamelet ». Adopté le 6 septembre 2022. |

## Pour appeofondir